# مات بينيت
مات بينيت (بالإنجليزية: Matt Bennett)‏ مواليد 13 نوفمبر 1991 في ماسابيكوا، نيويورك، الولايات المتحدة، هو ممثل أمريكي بدأ مسيرته الفنية عام 2009.

## الأعمال
- فيكتوريوس
- الإشبينات
- أنا وإيرل والفتاة المحتضرة
- تجربة سجن ستانفورد
- آي كارلي
- نظرية الانفجار العظيم

## وصلات خارجية
- مات بينيت على موقع IMDb (الإنجليزية)
- مات بينيت على موقع ألو سيني (الفرنسية)
- مات بينيت على موقع ميوزك برينز (الإنجليزية)
- مات بينيت على موقع أول موفي (الإنجليزية)
- مات بينيت على موقع ديسكوغز (الإنجليزية)
- مات بينيت على موقع قاعدة بيانات الفيلم (الإنجليزية)
- مات بينيت على موقع كينوبويسك (الروسية)